# Nicolae Haralambie
Nicolae Haralambie (n. 27 august 1835, București – d. 3 aprilie 1908, București) a fost un politician și general român, unul dintre cei trei membri ai Locotenenței Domnești care a condus statul în 1866, de la abdicarea lui Alexandru Ioan Cuza și până la înscăunarea lui Carol I.